# Sesuv v Guatemale 2015
K sesuvu půdy v Guatemale došlo ráno 1. října roku 2015 v jižní Guatemale. Silné deště strhly v noci balvany a bláto na desítky domů v obci Santa Catarina Pinula nedaleko hlavního města. Některé domy prý ležely pod závalem, který dosahoval až patnácti metrů. Zemřelo okolo 280 lidí.